# Campionati del mondo di ciclismo su strada 2024 - Gara in linea maschile Under-23
La ventinovesima edizione della gara in linea maschile Under-23 dei Campionati del mondo di ciclismo su strada si è svolta il 27 settembre 2024, su un percorso iniziale ed un circuito finale da ripetere 4 volte per un totale di 173,6 km, con partenza da Uster e arrivo a Zurigo, in Svizzera. La vittoria è stata appannaggio del tedesco Niklas Behrens, il quale ha completato il percorso in 3h57'24", alla media di 43,875 km/h, precedendo lo slovacco Martin Svrček e il belga Alec Segaert.
Sul traguardo di Zurigo, 103 dei 183 ciclisti partiti da Uster portarono a termine la competizione.

## Squadre e corridori partecipanti
| N.      | Cod. | Squadra             |
| ------- | ---- | ------------------- |
| 1-6     | FRA  | Francia             |
| 7-12    | GBR  | Regno Unito         |
| 13-18   | DNK  | Danimarca           |
| 19-24   | LUX  | Lussemburgo         |
| 25-30   | BEL  | Belgio              |
| 31-35   | ESP  | Spagna              |
| 36-40   | NLD  | Paesi Bassi         |
| 41-45   | ITA  | Italia              |
| 46-50   | SUI  | Svizzera            |
| 51-54   | KAZ  | Kazakistan          |
| 55-58   | COL  | Colombia            |
| 59-63   | PRT  | Portogallo          |
| 64-66   | POL  | Polonia             |
| 67-70   | CZE  | Rep. Ceca           |
| 71-72   | UAE  | Emirati Arabi Uniti |
| 73-75   | AUS  | Australia           |
| 76-80   | NOR  | Norvegia            |
| 81-84   | CAN  | Canada              |
| 85-89   | GER  | Germania            |
| 90      | IRN  | Iran                |
| 91-95   | SVK  | Slovacchia          |
| 96-98   | SVN  | Slovenia            |
| 99-102  | AUT  | Austria             |
| 103     | ISR  | Israele             |
| 104-106 | SWE  | Svezia              |
| 107     | MAU  | Mauritius           |
| 108-109 | EST  | Estonia             |
| 110     | TUN  | Tunisia             |
| 111-112 | JPN  | Giappone            |
| 113-114 | INA  | Indonesia           |
| 115     | ETH  | Etiopia             |
| 116-117 | CHI  | Cile                |
| 118     | UZB  | Uzbekistan          |

| N.      | Cod. | Squadra                     |
| ------- | ---- | --------------------------- |
| 119     | AND  | Andorra                     |
| 120-121 | ECU  | Ecuador                     |
| 122     | URU  | Uruguay                     |
| 123-126 | CRC  | Costa Rica                  |
| 127-131 | ERI  | Eritrea                     |
| 132-134 | BRA  | Brasile                     |
| 135     | FIN  | Finlandia                   |
| 136     | LAT  | Lettonia                    |
| 137     | GRE  | Grecia                      |
| 138     | BER  | Bermuda                     |
| 139-141 | CHN  | Cina                        |
| 142     | HAI  | Haiti                       |
| 143     | AIN  | Atleti Neutrali Individuali |
| 144-145 | ALG  | Algeria                     |
| 146-150 | MEX  | Messico                     |
| 152     | CRO  | Croazia                     |
| 154-157 | UKR  | Ucraina                     |
| 158-160 | TUR  | Turchia                     |
| 161-165 | USA  | Stati Uniti                 |
| 166;186 | VEN  | Venezuela                   |
| 167;184 | UGA  | Uganda                      |
| 168-171 | IRL  | Irlanda                     |
| 172     | NZL  | Nuova Zelanda               |
| 173-176 | RSA  | Sud Africa                  |
| 177-179 | RWA  | Ruanda                      |
| 180     | ESA  | El Salvador                 |
| 181     | BOL  | Bolivia                     |
| 182     | ROU  | Romania                     |
| 183     | LTU  | Lituania                    |
| 185     | HUN  | Ungheria                    |

## Ordine d'arrivo (Top 10)
| Pos. | Corridore        | Squadra     | Tempo    |
| ---- | ---------------- | ----------- | -------- |
| 1    | Niklas Behrens   | Germania    | 3h57'24" |
| 2    | Martin Svrček    | Slovacchia  | s.t.     |
| 3    | Alec Segaert     | Belgio      | a 28"    |
| 4    | Jan Christen     | Svizzera    | a 39"    |
| 5    | Joseph Blackmore | Regno Unito | a 46"    |
| 6    | Isaac Del Toro   | Messico     | s.t.     |
| 7    | Jarno Widar      | Belgio      | a 50"    |
| 8    | Tibor Del Grosso | Paesi Bassi | a 1'25"  |
| 9    | Iván Romeo       | Spagna      | a 2'27"  |
| 10   | Igor Arrieta     | Spagna      | a 2'45"  |